# Segeberger Kalkberg
Der Kalkberg ist ein 91 m hoher Felsen im Zentrum von Bad Segeberg, der nicht dem Namen entsprechend aus Kalkstein (Calciumcarbonat), sondern oberflächennah aus Gips (wasserhaltigem Calciumsulfat) und im Kern unverwittert aus Anhydrit (reinem Calciumsulfat) besteht.

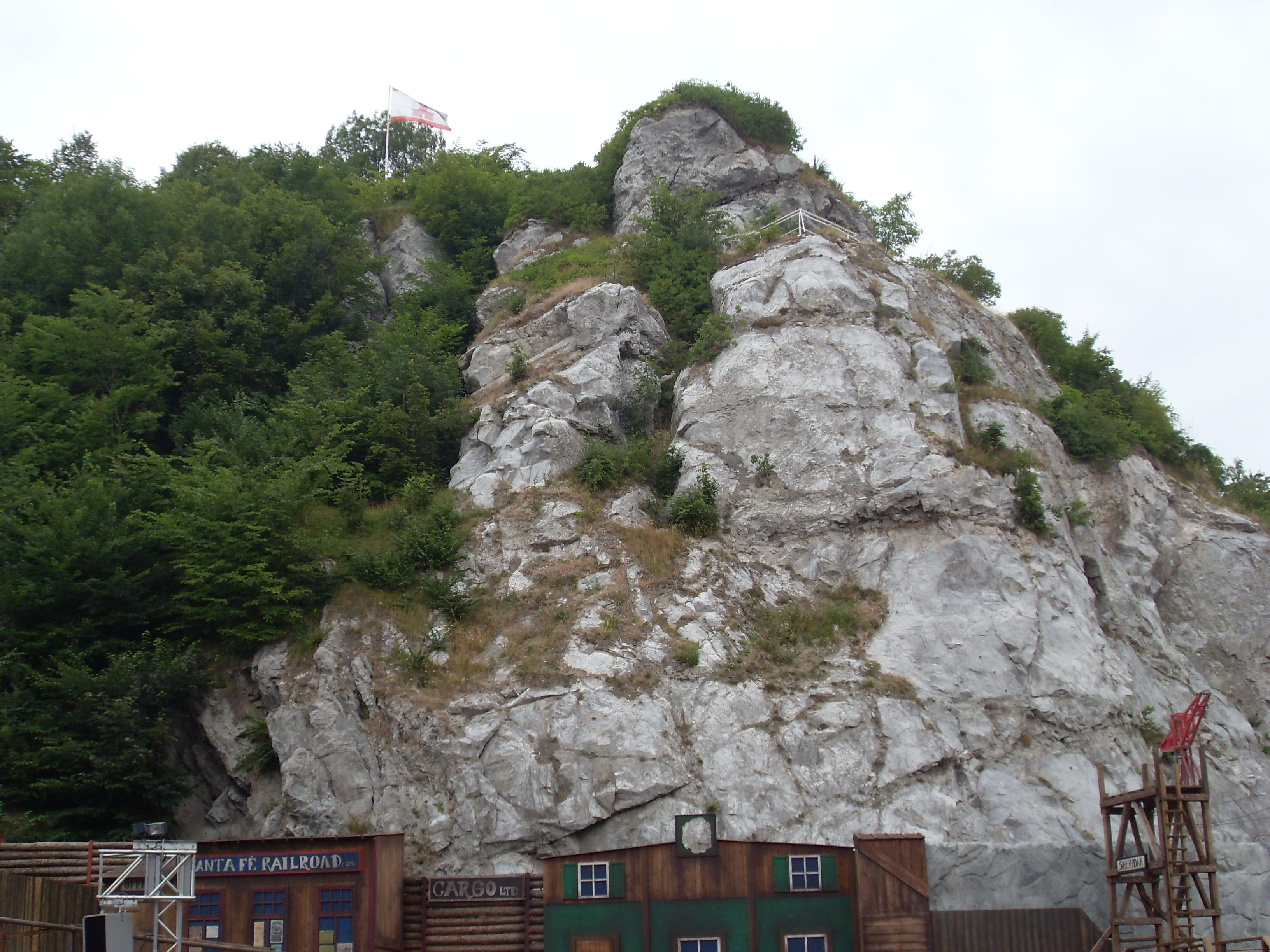
Kalkberg vom Freilichttheater mit Aussichtsplattform und Flagge der Stadt

## Geologie
Der Gips ging aus Sulfatsedimenten hervor, die vor etwa 250 Millionen Jahren vom Zechsteinmeer hier abgelagert wurden. Unter dem Berg liegt ein Steinsalzstock, der den Fels noch heute um ein bis zwei Millimeter im Jahr anhebt (Salztektonik). Wie der rote Felsen auf Helgoland oder die Münsterdorfer Geestinsel ist der Kalkberg damit eine der wenigen Erhöhungen in Schleswig-Holstein, die nicht von den Eiszeiten verursacht wurde. Der Abbau des Steinsalzstocks misslang in den 1860er Jahren; die Bohrungen soffen ab. Aus ihnen bezog das Solbad Segeberg jedoch jahrzehntelang seine Sole. Natürliche Veränderungen insbesondere in den sichtbaren Bergwänden führten ab 2006 zu größeren Sicherungsmaßnahmen (u. a. Verankerungen und Sicherungsnetze), um die jetzige Form und zugleich auch das schützenswerte Fledermaushabitat erhalten zu können. Auch weiterhin muss der Felsen ständig kontrolliert und gesichert werden.

## Geschichte

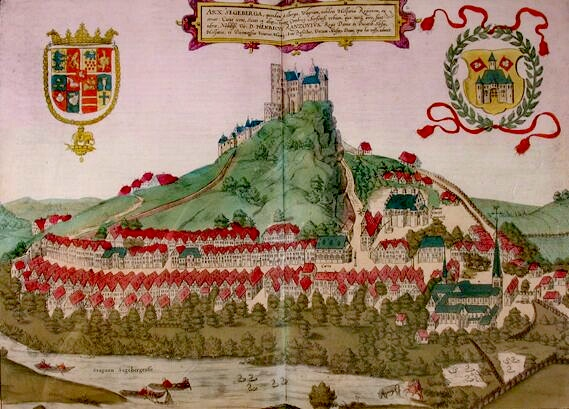
Ansicht von Stadt und Kalkberg, Stich von Frans Hogenberg in Georg Brauns Civitates orbis terrarum (1588)

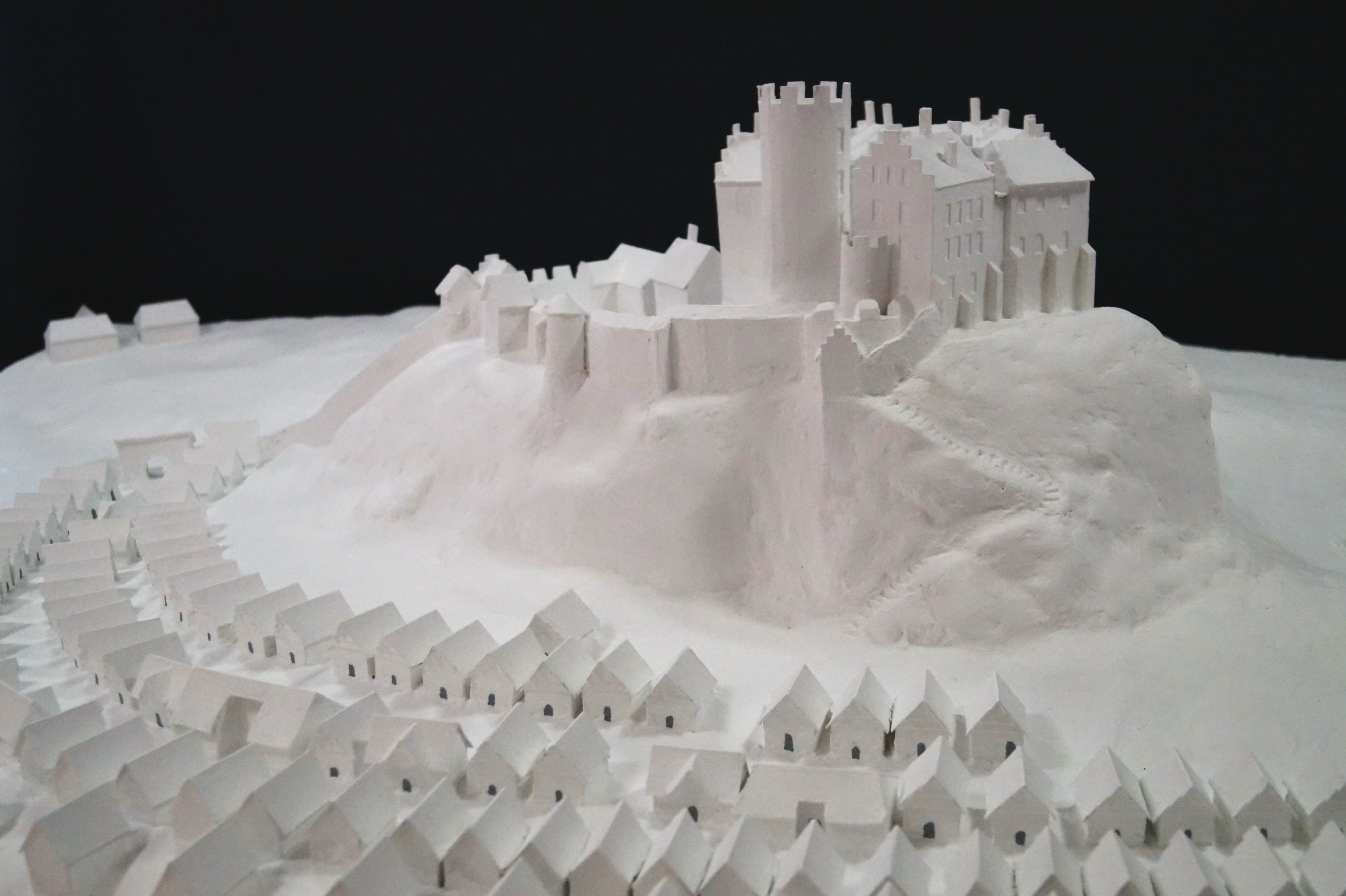
Modell der Siegesburg (gegründet 1134)

Ursprünglich war der Kalkberg deutlich über 110 Meter hoch und hatte eine völlig andere Gestalt als heute. Im Mittelalter stand auf dem einstigen Rücken des damals noch Alberg genannten Berges die Siegesburg. Diese Höhenburg wurde von Kaiser Lothar 1134 gegründet und im Dreißigjährigen Krieg von den Schweden zerstört. Anschließend setzte ein intensiver Abbau des Gesteins – nach dem Abräumen der Burgruine erstmals vom Gipfel her – ein. Nach diesem jahrhundertelangen Abbau ragt der heutige Gipfel nur noch 91 Meter empor. Von der umfangreichen Burganlage ist heute nur noch die untere Hälfte des Brunnenschachtes im Rest des Bergmassivs erhalten.
Bereits im Jahre 1884, mit Beginn des Segeberger Kurbetriebes, bemühte sich der Segeberger Verschönerungsverein um den Erhalt des ursprünglich kahlen Rest-Kalkberges, den er mit Bäumen bepflanzte, mit Wegen und Bänken ausstattete und auf dem Gipfel mit einem Fernrohr bestückte. Erst 1913 entdeckt wurden die Kalkberghöhlen, die sich im unteren Teil des Felsens befinden. Sie sind die Heimat von Fledermäusen und dem nur hier vorkommenden Segeberger Höhlenkäfer (Choleva septentrionis holsatica).

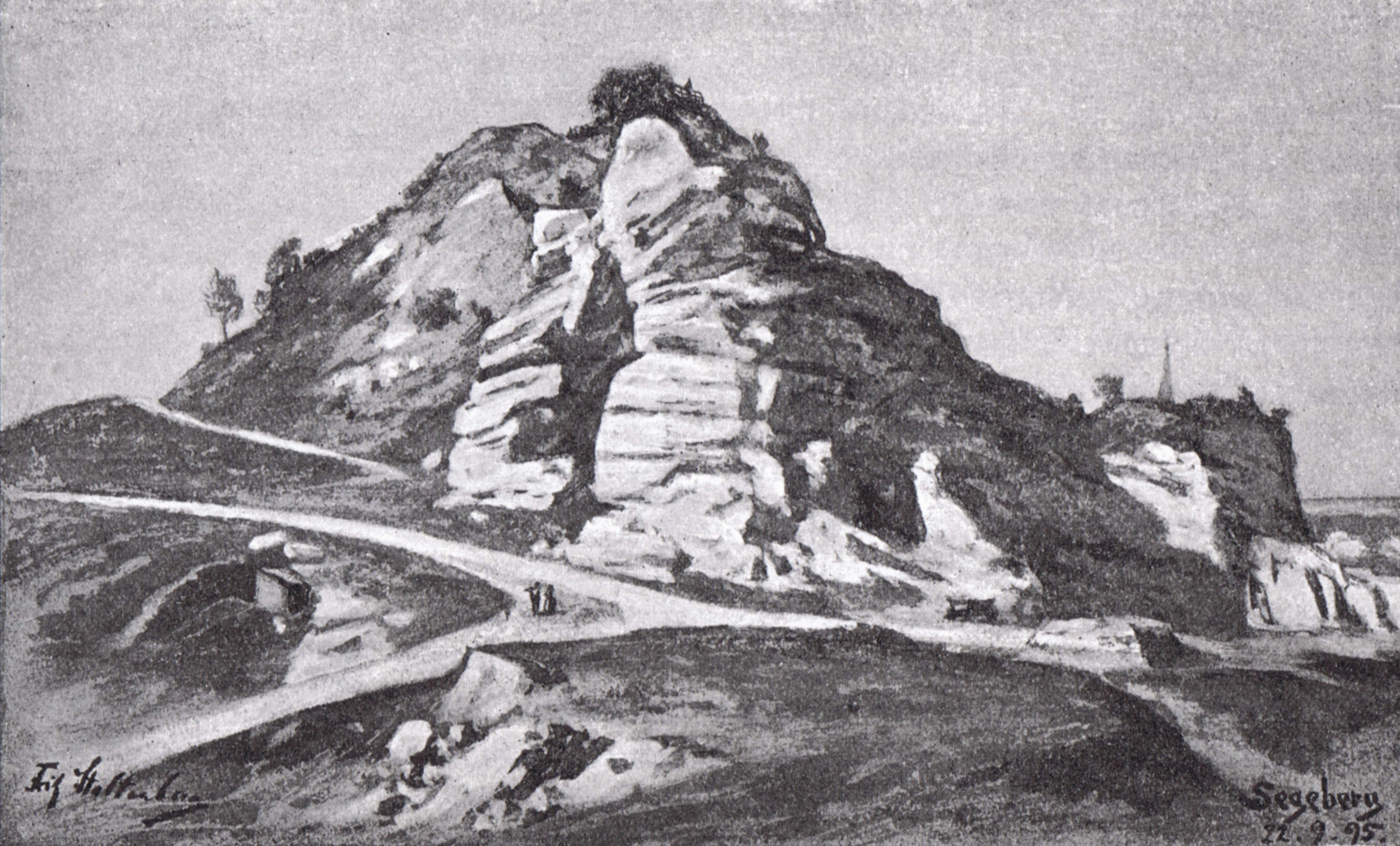
Der Kalkberg in einer Zeichnung von Fritz Stoltenberg (1895)

Vor dem Ersten Weltkrieg war der Kalkberg Eigentum des preußischen Staates, der Jahr für Jahr mit dem Gipsabbau nicht unbeträchtliche Gewinne einstrich. Nach der Entdeckung der Höhle willigte das preußische Ministerium für Handel und Gewerbe ein, den Steinbruch-Betrieb einzustellen, und übereignete Berg und Höhle mit der Maßgabe eines dauerhaften Schutzes der Stadt Bad Segeberg zu treuen Händen. Schließlich wurde der Berg im Jahre 1922 endgültig von der Stadt käuflich erworben. Der Selbstverpflichtung zum Erhalt des Berges kam man allerdings erst recht spät nach: Erst 1931 endete der Gipsabbau, durch den der Berg im Laufe der Jahrhunderte etwa neun Zehntel seiner ursprünglichen Masse eingebüßt hatte.
In den durch den Gipsabbau entstandenen Steinbruch baute ab 1934 der Nationalsozialistische Arbeitsdienst (NSAD), ab 1935 der Reichsarbeitsdienst (RAD) einen Thingplatz, der unter Anwesenheit des NS-Propagandaministers Joseph Goebbels 1937 als „Nordmarkfeierstätte“ eröffnet wurde. Damit verfügte die Stadt Bad Segeberg (ca. 5.000 Einwohner) über eine Freilichtbühne mit circa 7.800 Sitz- bzw. 12.000 Stehplätzen. Seit 1952 finden im heutigen Kalkbergstadion alljährlich die Karl-May-Spiele Bad Segeberg statt.
Erst am 11. April 1942 wurde der Überrest des Kalkberges mit einem Teil der Höhle per Verordnung als Naturdenkmal ausgewiesen. Das Naturdenkmal umfasste dabei lediglich den offen anstehenden Felsenbereich und den unmittelbar darunter befindlichen Teil der Höhle. Weite Teile des auch schon damals bekannten Höhlensystems blieben damit rechtlich schutzlos. Die Schutzverordnung wurde am 18. September 1995 durch eine stark erweiterte neue Verordnung ersetzt, die über den Kalkberg hinaus auch die Höhle in ihrer vollständigen Ausdehnung und den am Fuße des Kalkberges befindlichen Kleinen Segeberger See unter Naturschutz stellte. Kalkberg, Höhle und Kleiner Segeberger See wurden hier erstmals als geologische Einheit erfasst.

## Touristisches

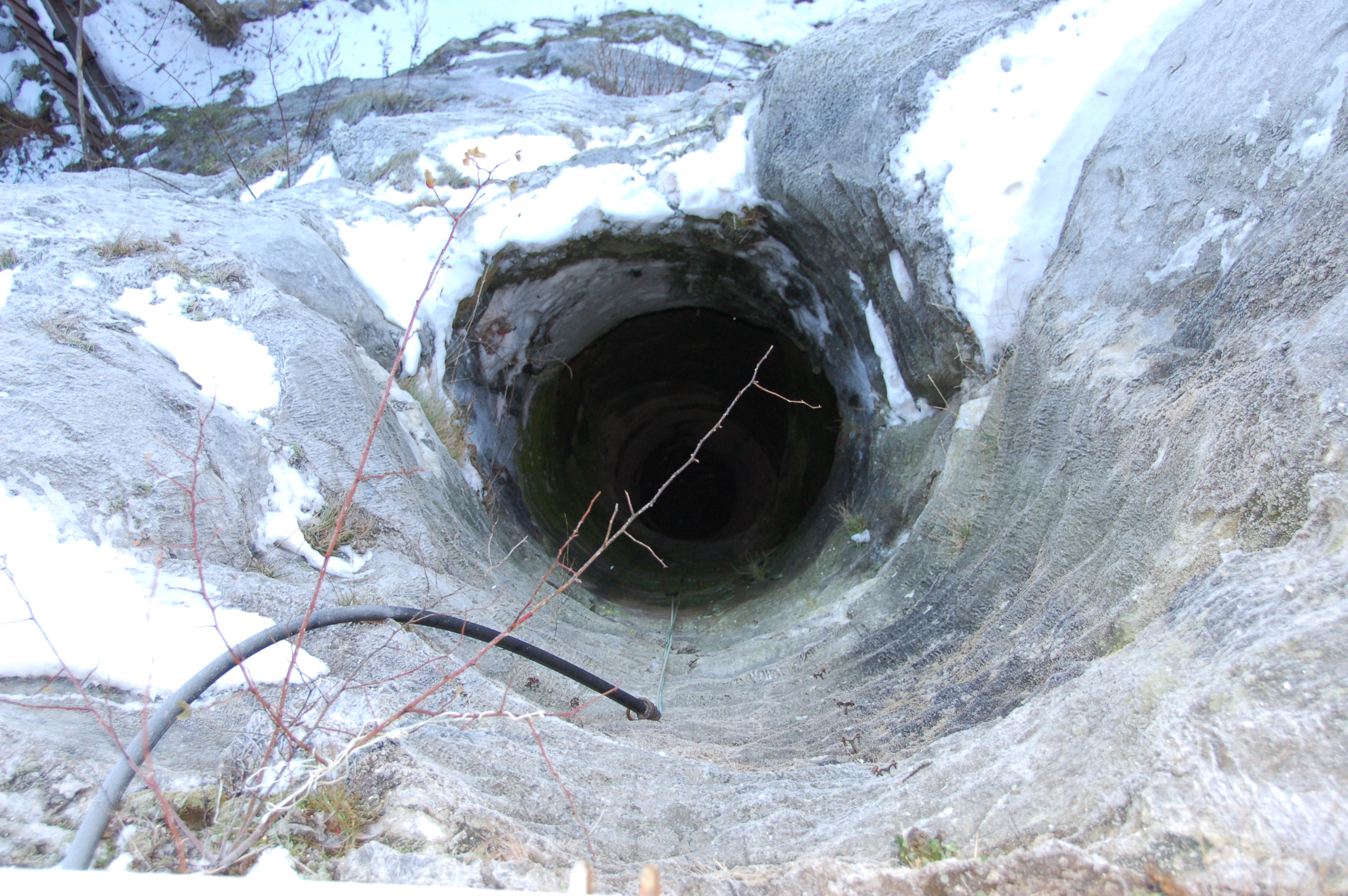
Brunnenschacht der Siegesburg von einer Plattform auf dem Kalkberg

Die über befestigte Wege erreichbare Gipfelplattform ist ein beliebter Aussichtspunkt. Der Blick reicht rundum weit in das Schleswig-Holsteinische Hügelland, bei guter Sicht bis zu den Kirchtürmen Lübecks.
Eine Treppe vom Gipfelweg aus führt zum Rand des noch rund 43 Meter tiefen Brunnenschachtes der ehemaligen Siegesburg. Besuche der Kalkberghöhle von Bad Segeberg sind in der Zeit von April bis September möglich. Sie werden von Noctalis organisiert.
Einen Kalkberg gibt es auch in der niedersächsischen Stadt Lüneburg, den Lüneburger Kalkberg. Dort ist der Abbau des darunterliegenden Steinsalzstocks bereits im Mittelalter gelungen.